# Troglohyphantes gamsi
Troglohyphantes gamsi Deeleman-Reinhold, 1978 è un ragno appartenente alla famiglia Linyphiidae.

## Etimologia
Il nome proprio della specie deriva dal professor Ivan Gams, ordinario di geografia fisica dell'Università di Lubiana, amico di escursioni sulle Alpi Giulie della descrittrice della specie.

## Descrizione
Il maschio ha una lunghezza totale di 2,40 mm; il cefalotorace è lungo 1,06 mm e largo 0,86 mm. Le femmine hanno il cefalotorace lungo 1,20 mm e largo 0,96

## Distribuzione
La specie è stata rinvenuta in Slovenia: nei pressi dell'insediamento di Kupljenik, appartenente al comune di Bled, nell'Alta Carniola

## Tassonomia
Al 2013 non sono note sottospecie e non sono stati esaminati nuovi esemplari dal 1978.